# Un'ora con... (Rondò Veneziano)
Un'ora con... è una compilation non ufficiale dei Rondò Veneziano pubblicata il 23 luglio 2013 dalla RCA Records.

## Tracce
1. Odissea veneziana – 2:34 (musica: Gian Piero Reverberi, Dario Farina)
2. Ca' d'Oro – 6:04 (musica: Gian Piero Reverberi, Laura Giordano)
3. Pulcinella – 4:01 (musica: Gian Piero Reverberi, Laura Giordano)
4. Alchimie sonore – 3:41 (musica: Gian Piero Reverberi, Ivano Pavesi)
5. Ponte dei sospiri – 4:14 (musica: Gian Piero Reverberi, Ivano Pavesi)
6. Arabesco – 3:33 (musica: Gian Piero Reverberi, Laura Giordano)
7. Misteriosa Venezia – 3:26 (musica: Gian Piero Reverberi, Laura Giordano)
8. Carrousel – 3:32 (musica: Gian Piero Reverberi, Ivano Pavesi)
9. Don Giovanni – 7:25 (musica: Wolfgang Amadeus Mozart, Ivano Pavesi)
10. Blu oltremare – 4:06 (musica: Gian Piero Reverberi, Ivano Pavesi)
11. Capriccio veneziano – 3:46 (musica: Gian Piero Reverberi, Laura Giordano)
12. Larmes de pluie – 4:34 (musica: Gian Piero Reverberi, Ivano Pavesi)
13. Litorali – 5:11 (musica: Gian Piero Reverberi, Ivano Pavesi)
14. La Serenissima (1992) – 2:12 (musica: Gian Piero Reverberi, Laura Giordano)
15. Estasi veneziana – 3:04 (musica: Gian Piero Reverberi, Ivano Pavesi)